# Javier Artiñano
Javier Artiñano Ansorena (* 1942 in Montes de Oca, San José, Costa Rica; † 4. Juli 2013 in Madrid) war ein vielfach ausgezeichneter spanischer Kostümbildner und Bühnenbildner, der zwischen den Jahren 1971 und 2011 bei über 50 Filmen tätig war.

## Leben
Javier Artiñano Ansorena wurde 1942 in Costa Rica geboren. Seine Eltern waren spanische Einwanderer. Im Alter von sechs Jahren kehrte die Familie nach Spanien zurück. Artiñano besuchte das Gymnasium in der Stadt Santander, machte dort Abitur und zog dann in die Hauptstadt, wo er die Real Academia de Bellas Artes de San Fernando besuchte und anschließend an der Hochschule der Künste studierte.
Im Jahr 1968 trat er der Theatergruppe Los Goliardos bei, bei der er seine ersten professionellen Arbeiten für die Bühne fertigte. 1971 entwarf er für den Regisseur Rafael Moreno Albadie die Kostüme für dessen Film Las melancólicas mit Analía Gadé und Francisco Rabal in den Hauptrollen. 1974 arbeitete er für Pedro Masós romantische Komödie Una chica y un señor mit Ornella Muti und Sergio Fantoni. Noch im selben Jahr war er für Josefina Molinas Drama Vera, un cuento cruel tätig. 1975 schuf er die Kostüme für die Fernsehserien El pícaro und El quinto jinete. Der Regisseur Mario Camus verpflichtete ihn 1978 für sein Filmdrama Los días del pasado. 1979 engagierte ihn Gillo Pontecorvo für seinen Historienfilm Operación Ogro in der Besetzung Gian Maria Volonté, José Sacristán und Ángela Molina.
In den 1980er und 1990er Jahren hatte er mit 33 Filmengagements seine produktivste Phase. In seiner 40-jährigen Karriere arbeitete er mit vielen namhaften spanischen und internationalen Regisseuren zusammen, darunter Luis García Berlanga, Mariano García, Antonio José Betancor, Fernando Colomo, Benito Rabal, Jaime Camino, José A. Zorrilla, José Luis Cuerda, Antonio Giménez Rico, Xavier Villaverde, Imanol Uribe, Pedro Olea, Pilar Miró, Jean Delannoy, Jaime de Armiñán, Vicente Aranda, Fernando Fernán Gómez, Antonio Mercero, Antonio José Betancor, Daniel Monzón und Antonio del Real.
Während seiner Karriere gewann er sechs Goya-Awards und war sechs weitere Male nominiert. Im Jahr 2010 gewann er den Preis beim Málaga Film Festival Español.
Wegen einer Krebserkrankung musste Artiñano sich aus dem Filmgeschäft zurückziehen. Er starb im Juli 2013 im Alter von 71 Jahren in Madrid.

## Auszeichnungen
Goya
- 1988: Goya in der Kategorie Beste Kostüme für den Film El bosque animado
- 1990: Goya in der Kategorie Beste Ausstattung für den Film Esquilache zusammen mit Ramiro Gómez
- 1992: Goya in der Kategorie Beste Kostüme für den Film El rey pasmado
- 1993: Goya in der Kategorie Beste Kostüme für den Film El maestro de esgrima
- 2001: Goya in der Kategorie Beste Kostüme für den Film Lázaro de Tormes
- 2002: Goya in der Kategorie Beste Kostüme für den Film Juana la Loca

- 1987: Nominierung für den Goya in der Kategorie Beste Kostüme für den Film Dragón Rapide
- 1988: Nominierung für den Goya in der Kategorie Beste Kostüme für den Film A los cuatro vientos
- 1989: Nominierung für den Goya in der Kategorie Beste Kostüme für den Film Jarrapellejos
- 1997: Nominierung für den Goya in der Kategorie Beste Kostüme für den Film Libertarias
- 1999: Nominierung für den Goya in der Kategorie Beste Kostüme für den Film La hora de los valientes
- 2009: Nominierung für den Goya in der Kategorie Beste Kostüme für den Film La conjura de El Escorial

## Filmografie (Auswahl)
- 1971: Las melancólicas
- 1985: Star Knight – Der Herr der Sterne (El caballero del dragón)
- 1986: Dragon Rapide
- 1991: Der verblüffte König (El rey pasmado)
- 1991: Tödlicher Winter (El invierno en Lisboa)
- 1992: The Fencing Master (El maestro de esgrima)
- 1995: Maria von Nazareth (Marie de Nazareth)
- 1996: Libertarias
- 2008: La conjura de El Escorial